# Luis Quiles
Luis Quiles, nome d'arte Gunsmithcat (...), è un disegnatore spagnolo.
È spesso paragonato a Paweł Kuczyński per i temi trattati. Le sue opere vengono condivise, soprattutto sui social network, perché denunciano la società contemporanea attraverso immagini forti e d’impatto, a cui difficilmente si rimane indifferenti. Tra le sue battaglie anche la lotta contro il mondo attuale della comunicazione, che porta ad isolarsi.
L’autore in molte occasioni ha subìto censure ad opera dei social proprio per via del suo stile e delle tematiche affrontate (non tutte le sue illustrazioni sono adatte a minori).

## Mostre
- Nel 2015 l'autore ha tenuto una mostra in Italia, in occasione del Comic Book Festival di Treviso.[1]
- Per la terza edizione del Palermo Comic Convention del 2017 è stata allestita una mostra dedicata all'artista intitolata Il Punto Q. L’arte provocatoria di Luis Quiles.[4]